# غراهام هارت
غراهام هارت (بالإنجليزية: Graham Hart)‏ هو قاضي وسياسي أسترالي، ولد في 6 يناير 1906 في بريزبان في أستراليا، وتوفي بنفس المكان في 18 أبريل 1974. نشط حزبياً في Queensland Liberal Party ‏. وقد انتخب عضو المجلس التشريعي ولاية كوينزلاند عن دائرة Electoral district of Mount Gravatt ‏ (3 أغسطس 1957 – 24 يناير 1963).